# Маньвань
ГЕС Манван (漫湾水电站) — гідроелектростанція на півдні Китаю у провінції Юньнань. Знаходячись між ГЕС Сяовань (вище по течії) та ГЕС Dachaoshan, входить до складу каскаду на одній з найбільших річок Південно-Східної Азії Меконзі (басейн Південно-Китайського моря).
У межах проекту річку перекрили бетонною гравітаційною греблею висотою 132 метри та довжиною 418 метрів, яка потребувала 2,27 млн м3 матеріалу (всього для спорудження комплексу витратили 2,71 млн м3 бетону). На час будівництва воду відвели за допомогою двох тунелів довжиною 0,46 та 0,42 км з перетином 15х18 метрів. Загальний об'єм вибірки ґрунту та скельних порід становив 3,995 млн м3, в тому числі 0,615 млн м3 у підземних спорудах.
Гребля утримує водосховище з площею поверхні 23,9 км2 та об'ємом 920 млн м3. Первісно його корисний об'єм становив 258 млн м3 (ще 33 млн м3 зарезервовані для протиповеневих заходів), що забезпечувалось коливанням рівня у операційному режимі між позначками 982 та 994 метри НРМ (під час повені — до 999,4 метра НРМ). Після завершення ГЕС Сяовань мінімальний рівень води у сховищі підняли до 988 метрів НРМ.
У 1993-му запустили агрегат № 8 потужністю 120 МВт, змонтований в одному з тунелів, прокладених для відведення води з будівельного майданчику. За цим в 1995-му став до ладу підземний машинний зал (розміри 195х35 метрів при висоті 60 метрів) з п'ятьма гідроагрегатами (№ 2 — № 6) загальною потужністю 1250 МВт. А у 2007-му до них додали агрегат № 1 з показником 300 МВт. Встановлені на станції турбіни типу Френсіс використовують напір від 69 до 100 метрів (номінальний напір 89 метри) та забезпечують виробництво 6,2 млрд кВт-год електроенергії на рік.
Видача продукції відбувається по ЛЕП, розрахованих на роботу під напругою 220 та 500 кВ.